# جامعة ترينتو
جامعة ترينتو (بالإيطالية: Università degli Studi di Trento)‏ هي جامعة إيطالية مقرها مدينتا ترينتو وروفيرتو، وهي ـ على حداثة عهدها ـ من الجامعات الإيطالية المرموقة، وفقًا لتصنيف الجامعات العالمي QS، الذي وضعها عام 2010 في قائمة الجامعات الخمسمائة الأفضل في التصنيف العام، وضمن أفضل ثلاثمائة جامعة في مجالات الهندسة والعلوم الطبيعية والعلوم الاجتماعية.
تأسست الجامعة عام 1962 كمعهد جامعي عالٍ للعلوم الاجتماعية، وارتقى هذا المعهد حتى صار اليوم أبرز كلية لعلم الاجتماع في إيطاليا. في عام 1972 تم تأسيس كلية العلوم، ثم أضيفت إلى الجامعة في العام التالي كلية للاقتصاد، وفي عام 1984 أنشئت كلية الآداب والإنسانيات وكلية القانون، ثم تبع ذلك إنشاء كلية الهندسة عام 1985، وفي عام 2004 أضيفت إلى الجامعة كلية العلوم المعرفية.

## الأقسام والمراكز

### الأقسام الأكاديمية
- الاقتصاد والإدارة
- الإنسانيات
- الرياضيات
- علم الاجتماع والأبحاث الاجتماعية
- علم النفس والعلوم المعرفية
- الفيزياء
- القانون
- الهندسة الصناعية
- الهندسة المدنية والبيئية والميكانيكية
- هندسة المعلومات وعلوم الحاسب

### المراكز
- مركز علم الأحياء التكاملي (بالإيطالية: Centro di biologia integrata)‏، ويختصر الاسم إلى CIBIO
- مركز علوم العقل والمخ (بالإيطالية: Centro Interdipartimentale mente/cervello)‏
- مدرسة الدراسات الدولية (بالإيطالية: Scuola di studi internazionali)‏، ويختصر الاسم إلى SSI

## أساتذة شرفيون بالجامعة
- تينزن غياتسو، الدلاي لاما الرابع عشر.
- جورجو نابوليتانو، رئيس الجمهورية الإيطالية.
- فاتسلاف كلاوس، رئيس جمهورية التشيك.
- ميخائيل غورباتشوف، الرئيس الأسبق للاتحاد السوفييتي.

## حاصلون على درجات فخرية من الجامعة
- إيزابيل أيندي: دكتوراه فخرية في اللغات والآداب الأوروبية الأمريكية الحديثة في 15 مايو 2007.
- دانيال كانمان: دكتوراه فخرية في علم النفس والرياضيات في 14 أكتوبر 2002.

## وصلات خارجية
- الموقع الرسمي للجامعة (بالإيطالية) (بالإنجليزية)
- تاريخ موجز لجامعة ترينتو (بالإيطالية)